# Paralabrax clathratus
Serran des algues
Espèce
Statut de conservation UICN

 LC  : Préoccupation mineure
Paralabrax clathratus, le Serran des algues, est une espèce de poissons marins à nageoires rayonnées de la sous-famille des Serraninae (famille des Serranidae qui comprend, entre autres, les mérous et les anthias). On le trouve dans l'est de l'océan Pacifique Nord, où il s'agit d'une espèce importante pour la pêche sportive et commerciale.

## Description
Paralabrax clathratus a un corps allongé, relativement profond et comprimé avec un museau pointu et une grande bouche. La bouche s'étend jusqu'à la ligne médiane de la pupille et la mandibule inférieure fait saillie pour faire partie du museau. Il y a des dents partout sur le palais. Les marges du préopercule présentent de fines dentelures. Il y a une grande épine sur le bord de l’opercule. La nageoire dorsale présente dix épines et 13 à 14 rayons mous, les 3e et 4e épines sont les plus longues, toutes deux mesurant près de deux fois la hauteur de la deuxième épine. La nageoire anale comporte trois épines et sept rayons mous. La nageoire caudale est tronquée, bien que la marge puisse être ondulée. Les poissons juvéniles sont de couleur brun clair, tandis que les adultes sont bruns à vert olive avec un ventre plus clair. La partie dorsale de la tête présente des marbrures de taches jaune clair tandis que la partie dorsale du corps est ornée de motifs noirs, blancs et/ou taches vert olive. Le long du dos se trouvent des rangées de taches blanches en forme de rectangle. Les mâles ont une teinte orange sur la mâchoire inférieure et le menton. Une caractéristique distinctive de cette espèce par rapport aux autres bars est que Paralabrax clathratus présente des taches pie ou multicolores sous le ventre, c'est pourquoi il est également appelé bar calico. Cette espèce atteint une longueur totale maximale de 72 cm et un poids maximum publié de 7,0 kg.

## Répartition
Paralabrax clathratus se trouve dans l’est de l’océan Pacifique Nord, au large de la côte ouest de l’Amérique du Nord. Son aire de répartition s'étend du centre de la Californie au sud jusqu'à la pointe sud de la Basse-Californie. On le trouvait autrefois aussi loin au nord que l'embouchure du fleuve Columbia, à la frontière entre l'Oregon et l'État de Washington, mais il est désormais rare partout au nord de Point Conception en Californie.

## Habitat et biologie
Paralabrax clathratus se trouve à des profondeurs comprises entre 0 et 61 m. Ils montrent une forte association avec le varech et se trouvent presque toujours dans les forêts de varech. Les poissons utilisent une variété de micro-habitats au sein de cet habitat pour se nourrir, s'abriter et se reproduire. Par exemple, les juvéniles se cachent parmi les brins de varech et parmi d'autres espèces d'algues dans la zone intertidale tandis que les adultes préfèrent les eaux plus profondes, dans des habitats rocheux où leur plus grande taille leur confère une certaine protection contre la prédation. Paralabrax clathratus fraye de la fin du printemps au début de l'automne. Lors du frai, les adultes forment des bancs pouvant atteindre 200 poissons, mais en comptant le plus souvent une cinquataine. Les agrégats se forment normalement autour d'une structure naturelle ou artificielle telle que la canopée d'une forêt de varech ou de jetées et se produisent à des profondeurs de 8 à 18 m. Les poissons qui s'accouplent se divisent en groupes plus petits, une femelle gravide nage jusqu'au substrat et les mâles effectuent des parades nuptiales en se frottant contre ses flancs et en mordillant ses nageoires. Pendant qu'ils s'accouplent, les femelles changent de couleur en gris foncé ou noir sur le haut du corps et en blanc brillant sur les parties inférieures, tandis que les mâles s'assombrissent également pour prendre une couleur globale anthracite, interrompue par des barres verticales noires et des taches blanches. Les mâles et les femelles libèrent leurs spermatozoïdes et leurs ovules en même temps, normalement au coucher du soleil. Après la ponte, les œufs éclosent dans les 36 heures. Il y a ensuite une phase larvaire pélagique qui dure au moins un mois avant que les poissons ne s'installent. Après la ponte, les œufs éclosent. Les mâles sont sexuellement matures au bout de 2 à 4 ans, ils ont alors une taille moyenne de 22 cm, tandis que les femelles sont matures au bout de 2 et 5 ans avec une taille moyenne de 22,6 cm. Leur durée de vie maximale enregistrée est de 34 ans.
Cette espèce est en grande partie diurne et elle est généralement associée à une sorte de couvert tandis que l'ombre semble être importante pour lui permettre d'observer efficacement ses proies et de les attraper. Les individus sont fidèles à leur domaine vital, qui s'étend en moyenne sur 3 000 m2, et peuvent montrer de la curiosité envers de nouveaux objets. Les poissons plus jeunes sont moins fidèles au site que les individus plus âgés et parcourront de plus grandes distances, peut-être parce que leur régime alimentaire change à mesure qu'ils grandissent. Les juvéniles sont plus diurnes car le zooplancton est plus abondant pendant la journée et leur petite taille signifie qu'ils sont soumis à une plus grande prédation et se réfugient donc parmi les varechs pendant. Les sous-adultes sont plus actifs la nuit et ont un régime alimentaire plus diversifié, leurs proies préférées étant plus actives la nuit. À l’âge adulte, Paralabrax clathratus se nourrit de poissons et se nourrit de manière crépusculaire. Ils sont normalement solitaires, formeront des agrégations dans les eaux pélagiques ou en frai et chasseront en groupe sur des poissons-appâts. Les principales proies des juvéniles sont le plancton et les petits invertébrés benthiques, les juvéniles se nourrissent de petits crustacés, d'ophiures et de petits poissons tandis que les adultes se nourrissent de poissons plus gros, de céphalopodes et de plus gros crustacés. Tous les âges se nourriront de zooplancton s’il est abondant.

## Paralabrax clathratuset l'Homme
Paralabrax clathratus est considéré comme un excellent poisson et il existe une importante pêcherie commerciale au Mexique. L'espèce est également une espèce de proie importante pour les pêcheurs sportifs et en Californie, aucune pêche commerciale n'existe. Ici, l'espèce est exploitée uniquement par la pêche sportive et l'espèce est l'un des poissons de gibier les plus recherchés, réputé pour ses combats. Dans les années qui ont suivi la Seconde Guerre mondiale, elle a été soumise à une forte pression de la part de la pêche sportive et la pêcherie a commencé à se détériorer jusqu'à ce que, dans les années 1950, des limites de taille et une interdiction de la vente de cette espèce soient introduites et que la pêcherie se rétablisse.

## Taxonomie
L'espèce a été initialement classée dans le genre Labrax sous le protonyme Labrax clathratus Girard, 1854 par l'ichtyologue et herpétologue français Charles Frédéric Girard (1822-1895) avec la localité type indiquée comme San Diego, en Californie. Le nom générique Paralabrax est un composé du grec para signifiant « le côté de » et de labrax, signifiant un poisson tel que le bar européen (Dicentrarchus labrax), le nom spécifique est latin et signifie « en treillis », une référence aux motifs de cette espèce.
Le nom vernaculaire attesté en français est « Serran des algues »,.